# トパーズ (村上龍)
『トパーズ』は、村上龍の短編小説、およびそれを表題作とした短編集、また自身が監督・脚本した映画。

## 短編集
「トパーズ」「公園」「受話器」「鼻の曲がった女」「紋白蝶」「ペンライト」「子守り歌」「サムデイ」「OFF」「イルカ」「卵」「バス」の12編を収録している。

## 映画

### キャスト
- アイ：二階堂ミホ
- サキ：天野小夜子
- イシオカ：加納典明
- スズキ：島田雅彦
- 占い師：草間彌生
- 三上寛